# Presbytère de Saint-Pierre-de-Chevillé
Le presbytère de Saint-Pierre est un presbytère situé à Saint-Pierre-de-Chevillé, dans le département français de la Sarthe.

## Historique
Les façades et toitures de l'édifice sont inscrites au titre des monuments historiques le 20 janvier 1926.